# Robert Pittenger
Robert Pittenger, né le 15 août 1948 à Dallas (Texas), est un homme politique américain, membre du Parti républicain et élu de la Caroline du Nord à la Chambre des représentants des États-Unis de 2013 à 2019.

## Biographie

### Jeunesse et carrière politique locale
Robert Pittenger est originaire de Dallas au Texas. Il étudie à l'université du Texas, où il décroche son bachelor of arts en 1970. En 1985, il fonde la Pittenger Land Investments qui achète des terrains pour les revendre à des promoteurs.
En 2003, il est élu au Sénat de Caroline du Nord. Il quitte son siège en 2008 pour se présenter au poste de lieutenant-gouverneur. Il remporte la primaire républicaine avec plus de 58 % des suffrages face à trois opposants. Il est cependant battu par Walter Dalton, rassemblant 46 % des voix contre 51 % pour le démocrate.

### Représentant des États-Unis
En 2012, il est candidat à la Chambre des représentants des États-Unis dans le 9e district de Caroline du Nord. Le district regroupe le sud de Charlotte ainsi que des parties des comtés d'Iredell et d'Union. Dans un district tendant vers les républicains, la démocrate Jennifer Roberts est étonnamment proche de lui dans les sondages. Il est élu représentant avec 51,8 % des voix face à Roberts (45,7 %) et au libertarien Curtis Campbell (2,6 %). Il est réélu en 2014 avec 93,9 % des suffrages, faute d'opposant démocrate.
À partir du printemps 2015, le FBI et l'IRS enquêtent sur des possibles dons illégaux de sa société immobilière Pittenger Land Investments vers ses comptes de campagne. Avant les élections de 2016, son district est profondément redécoupé : il s'étend désormais du sud-est de Charlotte au comté de Cumberland et ne comprend que 40 % de l'ancien district. Il remporte la primaire républicaine de justesse réunissant 35 % des voix contre 34,4 % pour le pasteur Mark Harris et 30,6 % pour l'ancien conseiller du comté d'Union Todd Johnson. Un recompte des voix est organisé et Pittenger est officiellement déclaré vainqueur de la primaire par 133 voix. En novembre, il est réélu avec environ 58 % des suffrages devant le démocrate Christian Cano. Au printemps 2017, l'enquête sur sa société immobilière est fermée, sans poursuite judiciaire.
Lors des élections de 2018, Pittenger affronte à nouveau Harris au cours de la primaire républicaine. Bien qu'il soit considéré en meilleure position qu'en 2016, il est attaqué pour son vote en faveur d'une hausse des dépenses fédérales et ses années passées à Washington. Il est finalement battu par Harris : 48,5 % des voix contre 46,2 %,.